# Fordson
Fordson (в русской традиции [Фордзо́н]) — торговая марка сельскохозяйственных тракторов, выпускавшихся предприятиями Генри Форда в США (1917—1928 годы), Корке (Ирландия, 1919—1923 годы и 1928—1933 годы) и Дагенеме (Эссекс, Великобритания, 1933—1964 годы). После 1964 года марка «Фордзон» была снята, и тракторы производились под маркой Форд.
Фордзон был создан под руководством американских инженеров венгерского происхождения Юджина Фаркаса и Йожефа Галамба, занятых и в разработке модели Т. Советская копия Fordson, производившаяся в 1924—1932 годах на заводе «Красный Путиловец» в Ленинграде и с 1930 года в Сталинграде, известна как Фордзон-Путиловец. Ленинградские «Фордзоны» продавались в Союзе ССР наряду с импортными, поначалу отличаясь от них более высокой ценой. В августе 1925 года для уравнивания ценовой конкурентоспособности обеих версий трактора советское правительство установило их цены на одном уровне — чуть более 2 100 рублей, взяв на себя покрытие убытков отечественного производителя, которому каждый «Фордзон-Путиловец» обходился почти в 4000 рублей.
В 1927 году до 75 % всех заявок на тракторы по причине дешевизны составляли заявки на Фордзон. В США цена трактора без плуга составляла в переводе на советские деньги 865 рублей.

## История создания и производства
Генри Форд сам вырос в крестьянской семье в конце XIX века и хорошо знал, что крестьянский труд невозможен без большой затраты человеческой и животной мускульной силы. Вместе с интересом к автомобилям в нём росло и желание «переложить тяжесть крестьянского труда с плоти и крови на сталь и моторы». В начале XX века он собирал экспериментальные тракторы из автомобильных деталей. В 1907 году, четыре года спустя после основания Ford Motor Company, Форд построил экспериментальный трактор под названием «самодвижущийся плуг». К 1908 году в сельском хозяйстве США использовалось лишь около 600 тракторов с двигателем внутреннего сгорания.
Тяжёлые паровые тракторы уже достаточно давно использовались для пахоты в больших зерновых хозяйствах прерий, но для мелких ферм остальной страны они были слишком велики и дороги. В начале 1910-х годов в Северной Америке и Европе существовал спрос на небольшие дешёвые тракторы, в которые кустарным способом переделывали Форд Т. Мысль о тракторе на основе автомобиля, с использованием автозапчастей и автомобильных технологий производства уже несколько перезрела. В августе 1915 года Форд показал на сельскохозяйственной выставке во Фримонте (Небраска) модель B — трактор с 16-сильным двухцилиндровым горизонтально-оппозитным двигателем, спиралезубой трансмиссией и тремя колёсами: два передних были ведущими, а заднее — управляющим. Модель B в серию не пошла и осталась прототипом, но стала достаточно известна, чтобы мир узнал: Форд занимается тракторами.
В связи с этим в Миннеаполисе организовали Ford Tractor Company — подставную фирму, использующую имя некоего Пола Форда, чтобы смешаться с маркой Генри Форда. Фирма на самом деле произвела и продала некоторое количество тракторов, но намеревалась, главным образом, добиться от Генри Форда выплат за использование торговой марки. Форд поступил иначе. Миноритарные акционеры, владевшие в это время 41,5 % акций Ford Motor Company, жёстко заблокировали любое отвлечение средств на эксперименты с тракторами, поэтому в 1916 году Форд и его сын Эдсел как частные лица организовали независимую компанию Henry Ford and Son — Генри Форд и сын. Её продукция несла новую торговую марку Fordson.
Первые прототипы трактора Henry Ford & Son появились в 1916 году. Британия, сильно зависевшая от поставок продовольствия из колоний, страдала от развязанной Германией подводной войны и стремилась нарастить собственное производство еды. В 1917 году британское Министерство Военного имущества избрало Фордзон в качестве модели для импорта 5000 машин по цене «себестоимость плюс 50 долларов» и собственного производства, которое могло оказаться более рентабельным с учётом количества потопленных торговых судов. Также производство должно было быть удалено от Лондона, подверженного бомбардировкам. Форд построил завод в ирландском городе Корке (тогда Ирландия ещё не отделилась от Соединённого Королевства), в том числе и потому, что стремился индустриализировать и обеспечить рабочими местами южную Ирландию. Тем не менее, завод в Корке начал выпуск только в 1919 году, после окончания военных действий. Тысячами штук в 1917 и 1918 годах тракторы экспортировались из США, с 1918 года — под маркой Fordson. В первой половине 1919 года Форд выкупил доли бывших компаньонов, и тракторное производство получило доступ ко всем ресурсам Ford Motor Company.
Тракторный завод был спешно построен в Дирборне (Мичиган), на нём использовались те же поточные методы производства, что и для Форда Т. От сырья до сборки изготовление 4000 частей трактора занимало 30 часов 40 минут. Фордзон стоил 750 $ на рынке и обходился в 567,14 $ в производстве, принося прибыль 182,86 $ с экземпляра. Предприятия отвёрточной сборки из дирборнских запчастей вскоре появились во многих штатах, например, Нью-Джерси, Айове и Миссури. Затем производство Фордзона переехало в новый промышленный комплекс на Красной реке: Ford River Rouge Complex.
Также начались продажи в США, которые резко росли в 1918 и 1919 годах. По окончании Первой мировой войны под производство тракторов переоборудовали судоверфь Форда, ранее выпускавшую противолодочные корабли. Уже в 1925 году был выпущен полумиллионный экземпляр Фордзона.

## На рынке
В 1916 и 1917 году не использовались ни марка Fordson, ни обозначение «модель F». Тракторы называли «настоящим/подлинным трактором Форда», «трактором Генри Форда» и «трактором MOM» (от заказчика — Министерства Военного имущества англ. Ministry of Munitions) из-за фирмы-спойлера Ford Tractor Company. Торговая марка Fordson принята в начале 1918 года и появилась на тракторах через несколько месяцев. Происхождение её до конца неясно. Несомненно, что оно связано с фирмой Henry Ford & Son. Есть версия, что телеграфный адрес Fordson использовался Фордом задолго до основания этой компании в июле 1917 года. По другой версии, первая каблограмма со словом Fordson была передана в 1918 году. Так или иначе, к апрелю 1918 года бренд утвердился, и начались продажи в США (согласно правилам военного времени). Обозначение «модель F» появилось после незначительных улучшений в 1919 году.

В 1917—1922 годах Фордзон был среди тракторов чем-то вроде Форда Т среди автомобилей: известной, популярной, достаточно надёжной и очень дешёвой маркой, которую производили крупной серией и распространяли через обширную сеть дилеров. Как «жестяная лошадь» Форд Т показал людям, что автомобиль может заменить гужевой транспорт, так Фордзон продемонстрировал, что трактор способен заменить крестьянскую лошадку и механизировать сельское хозяйство. Как и на автомобильном рынке, Форд никогда не мог монополизировать рынок тракторов, но в 1917—1925 и снова в 1946—1953 годах имел на нём наибольшую долю, а в 1917—1928 годах был единственным производителем легковых и грузовых автомобилей и тракторов одновременно
Так же, как и в случае с Ford T, в сельском хозяйстве Форд поставил на единственную массовую, дешёвую модель. Fordson с металлическими колёсами, 20-сильным двигателем и массой 1130 кг, в 1918 году стоивший 880 долларов, был в 1921 уценён до 625, а в 1922 до 395 долларов. Трактора продавались через автомобильную сбытовую сеть Ford, достигавшую самых отсталых аграрных окраин страны. В первой половине 1920-х спрос превышал возможности производства (только дважды, в 1923 и 1925 годах, объём выпуска превысил 100 000 единиц в год), но при этом тракторный бизнес оставался убыточным. Форд, имевший 35 % рынка сельхозмашин США, в итоге проиграл конкурентную борьбу Caterpillar, John Deere и International Harvester: успешные, платёжеспособные хозяйства выбирали специализированные машины, удовлетворяющие потребностям именно их производства.
В 1928—1939 годах Форд закрыл производство тракторов, но Фордзон продолжала выпускать фирма Ford of Britain, расширяя модельный ряд и широко экспортируя тракторы. В 1939 году Форд вернулся на рынок тракторов с совершенно новой моделью серия N под маркой Ford, а маркой Фордзон до 1964 года пользовалась Ford of Britain.
Поставки в Советскую Россию шли в 1920—1927 годах, главным образом, из США, и отчасти из Ирландии.
Ирландское производство в 1932—1933 переехало на восточную окраину Лондона, где проработало под маркой Fordson до 1964 года, а затем сменило вывеску на просто Ford.

## Конструкция
Отличительной чертой трактора является безрамная конструкция, с помощью которой Юджин Фаркас сильно облегчил, удешевил и упростил машину. Все узлы монтируются на состоящей из двух частей отливке. В передней части объединены блок цилиндров и поддон картера двигателя, в задней — трансмиссия. Безрамный трактор был Фордом запатентован.
Полная масса трактора 1475 кг.

### Двигатель
Двигатель трактора мощностью 20 л. с. (15 кВт) сильно похож на двигатель модели Т. Он, как многие двигатели в то время, способен работать на бензине, керосине (запускается и прогревается в течение 2-5 минут на бензине) и спирте. Двигатель четырёхтактный рядный четырёхцилиндровый, причём все цилиндры отлиты в едином блоке и закрываются общей головкой блока цилиндров.
Газораспределительный механизм с нижним распредвалом и нижним расположением клапанов, порядок работы цилиндров 1—2—4—3.
В системе питания для работы на керосине между карбюратором и впускным коллектором имеется дополнительный испаритель. Карбюратор приготовляет переобогащённую смесь, которая подогревается и смешивается с необходимым количеством воздуха в испарителе. Перед карбюратором воздух проходит очистку от пыли в мокром фильтре с водяной ванной, которую Форд не придумал, но в 1917 году она была ещё новинкой. Очистка воздуха от абразивной пыли увеличивает ресурс любого двигателя внутреннего сгорания, но для сельскохозяйственных машин это вдвойне важно, Карбюратор и фильтр Фордзона разработаны фирмой Holley Performance Products. Позднее водяная ванна была заменена более эффективной масляной.
Зажигание от электрической машинки особой конструкции: в отличие от высоковольтных магнето, производящих непосредственно импульсы для свечей, на маховике Фордзона установлено низковольтное магнето с катушками зажигания, повышающими напряжение. Опережение зажигания регулируется ручкой на рулевой колонке. Позднее применялось высоковольтное магнето.
Система смазки — разбрызгиванием, ёмкость картера 25 фунтов (12 кг) цилиндрового масла. Система охлаждения — водяная, без давления, с естественной (конвекционной) циркуляцией воды через рубашку охлаждения и радиатор с расширительным бачком. Обдув радиатора принудительный вентилятором с ремённым приводом от коленчатого вала. Ёмкость системы охлаждения 4 ведра. Позднее в системе охлаждения сделали принудительную циркуляцию посредством насоса.
Запуск двигателя — рукояткой.

### Трансмиссия
Сцепление многодисковое (17 дисков).
Коробка передач трёхскоростная четырёхвальная, валы попарно являются продолжениями друг друга, но могут вращаться независимо. На первом валу наглухо насажена первая шестерня, постоянно зацепленная с наглухо насаженной шестернёй (№ 5) III вала. Второй вал является продолжением первого, на нём насажена каретка с двумя шестернями (№ 2 и 3), способная передвигаться вдоль вала по шлицам, и наглухо — шестерня № 4. На третьем валу также имеется скользящая по шлицам каретка с шестернями № 6 и 7, а восьмая шестерня наглухо насажена на выходной вал (IV).
На первой, наименьшей скорости (2,4 км/ч), в зацеплении находятся шестерни 1—5, 7—3 и 4—8.
На второй скорости (4⅛ км/ч) валы I и II сцепляются муфтой напрямую и передача осуществляется только через постоянно зацепленные шестерни 4—8, а вал III вращается вхолостую.
Третья скорость(10,6 км/ч) получается прямым соединением валов III и IV и передачей через шестерни 1—5, вхолостую вращается второй вал.
Таким образом, две из трёх передач в коробке образуются всего лишь одной парой зацепленных шестерён, что повышает КПД трансмиссии.
Трактор имеет шкив для привода стационарных машин.
Главная передача трактора червячная с дифференциалом, ведущие колёса — задние. Задний мост в связи с особой технологичностью и дешевизной в производстве и обслуживании был запатентован.
Трактор не оснащён тормозами, потому что червячная передача с высоким отношением не допускает передачи момента от колеса к червяку, и трактор останавливается, если выжать сцепление.

### Ходовая часть
Колёса трактора стальные клёпаные. Ведущие задние колёса диаметром 48 дюймов (120 см), шириной обода 12 дюймов (30 см) имеют грунтозацепы. Передние колёса диаметром 28 дюймов (71 см) и шириной 5 дюймов (13 см) — управляющие. Рулевое управление автомобильного типа, то есть колёса при повороте руля вращаются на шкворнях, а передок остаётся неподвижным.
Ранняя версия трактора выпускалась с 12-спицевыми задними колёсами, позднее появились 14-спицевые. Передние колёса были как клёпаные 10-спицевые, так и литые чугунные с пятью спицами. Тракторы специального назначения оснащались колёсами специальных типов.

### Результаты испытаний
На машиноиспытательной станции Тимирязевской сельскохозяйственной академии в 1921—1922 годах трактор показал следующие результаты:
- мощность на крюке 11,4 л. с. на второй скорости при мощности двигателя 20 л. с.;
- производительность 0,25 га/ч при захвате двухлемешным плугом 75 см на глубину вспашки 15 см;
- расход керосина 22 кг/га, масла 2,12 кг/га.

В практической эксплуатации в Туркестане трактор показывал, в зависимости от навыков тракториста, расход топлива и масла до двукратного от приведённых значений, производительность падала до 0,1 га в день.

### Достоинства и недостатки
Профессор Белянчиков на основании годичной эксплуатации трактора в Тимирязевской академии указывает:
- трактор удобен в обращении, но на время обкатки и приработки требует внимательного ухода;
- для сборки и капитального ремонта трактор удобен, но нуждается в фабричных запчастях;
- отсутствуют крылья, и тракториста забрасывает грязью от ведущих колёс. Также грунтозацепы могут нанести травму[35];
- контакты в системе зажигания быстро изнашиваются.

При неожиданной остановке плуга (камень, корень) трактор склонен вставать на дыбы и опрокидываться из-за смещённого к задней оси центра тяжести и высокого передаточного отношения червячной пары, были часты случаи со смертельным исходом.
В конструкции Фордзона не было ничего принципиально нового. Даже объединение картеров механизмов в раму было первым среди тракторов, но не давало никакого особенного преимущества в его основном предназначении. Фордзон оказался первым трактором, который сочетал небольшой размер, малый вес, крупносерийное производство, дешевизну и доступность. Широкая сеть дилеров и хорошая репутация Форда способствовали рыночному успеху. Для множества фермеров это был первый трактор. Таким образом Фордзон сделал в тракторостроении то же, что и в автомобилестроении — Форд Т. Также как и Форд Т, Фордзон в США оказался в содержании дешевле лошади: затраты на пахоту составляли 95 центов на акр, а кормёжка 8 лошадей в течение года и наём двух погонщиков выходили в $1,46 на акр.

## Приспособления и незаводские модификации
Как и Форд Т, Фордзон стал основой для многочисленных приспособлений и модификаций от сторонних производителей. Уже в 1922 году в Chilton Tractor Journal об этом вышли две иллюстрированные статьи. Как и к другим тракторам, к Фордзону выпускались управители, системы зажигания, различное навесное и прицепное оборудование. Чего не встречалось среди других моделей, так это гусеничных приставок, грейдеров и даже самоходных комбайнов, которые на шасси Фордзона выпускали другие предприятия. Например, первый самоходный комбайн Gleaner Manufacturing Company навешивался на Фордзон. Гусеничный ход выпускали не менее трёх фирм, среди грейдеров наиболее известна марка Wehr (видео здесь). Трёхколёсный культиватор на базе Фордзона выпущен Moline Implement Company не позднее 1920 или 1921 года, на 3 или 4 года раньше, чем аналогичный Farmall фирмы «Интернэшнл харвестер», на 10 лет раньше, чем прототип Fordson All-Around, и на полтора десятка лет раньше, чем All-Around пошёл в серию. Модификация Фордзона отличалась малым клиренсом, но в остальном инженеры Moline оказались прозорливы.
С тракторами часто использовалось старое оборудование конной тяги, требующее оператора. Раньше этот же человек правил и лошадью, а теперь для трактора требовался отдельный водитель. Комплект дистанционного управления позволял одному человеку управлять трактором, сидя на прицепном оборудовании. Производили такие приспособления не менее трёх фирм. Любопытной особенностью их было почти буквальное повторение идеологии конной тяги, в некоторых комплектах для поворота трактора использовались вожжи. Таким образом трактор мог сочетать преимущество машины — «ест только когда работает» — с большим количеством лошадиных сил при той же потребности в человеческом труде.
В 1926 году Snow-Motors Inc. показала Фордзон-снегоход со шнекороторным движителем, который, впрочем, в Первой Антарктической экспедиции Ричарда Бэрда показал себя плохо.

#### Рельсовые модификации
Несколько фирм пробовали модифицировать Фордзон для замены паровых локомотивов и конной тяги на лесоповальных узкоколейках. Для того, чтобы увеличить тягу, не увеличивая веса, к трактору приспосабливали дополнительные ведущие оси, нагруженные весом полезного груза. Trails Ltd добавляли к Фордзону реверсор, чтобы достигнуть одинаковых скоростей движения в обоих направлениях, и дополнительные ведущие оси. Фирма Nattrass усовершенствовала эту модель, и обе фирмы преуспели в вытеснении лошадей с узкоколеек Новой Зеландии. Nattrass также вела продажи в Австралии. Последний локомотив на основе Фордзона Major E1 был построен в 1970 году фирмой A & G Price.

## «Фордзон» в РСФСР и СССР
Первые контакты представителей Советской России с представителями Ford в Детройте состоялись весной 1919 года. Некоторое время сделке между Фордом и Советами препятствовал эксклюзивный договор, заключённый Фордом с коммерсантом П. П. Батолиным; сам же Форд, ничего не потерявший при национализации в РСФСР, был готов к поставкам в Россию. Первые сделки сорвались из-за преследования и высылки советских представителей властями США в 1919—1921 годах. С 1922 года интересы РСФСР — СССР в США представлял Джулиус Хаммер (отец Арманда Хаммера), а в мае 1924 года при участии Арманда Хаммера был создан Амторг. 
Утверждения, что «Фордзоны-Путиловцы» производились в СССР без лицензии, не согласуются с фактами активного участия специалистов «Форда» в налаживании производства якобы нелицензионных тракторов в Ленинграде — начиная с момента закупки в 1923 году образцов для копирования и вплоть до приёма ленинградских инженеров на 8-месячную стажировку на заводах Форда в США в 1929 году.
Несмотря на то, что в 1924 году производство тракторов в Ленинграде уже стартовало, в декабре 1925 года СССР закупил партию в 12 000 тракторов на условиях 25 % предоплаты и 10-месячного кредита на остаток. Форд, обычно требовавший оплаты «живыми» деньгами, пошёл на эту уступку из-за снижения продаж на внутреннем рынке США. Всего же с 1922 года по 1926 год Советский Союз закупил 20 000 тракторов «Фордзон», к каждому из которых прилагался комплект запасных частей. (По другим оценкам с 1921 по 1927 годы объём импорта этих тракторов в СССР составил свыше 25 000 штук). Представителям компании «Форд», посетившим СССР в 1926 году, сообщили, что из 5 700 тракторов, работавших на Украине, 5520 были «Фордзонами», а в 1927 году «Фордзоны» составляли более 85 % тракторного парка СССР.
В 1926 году состоялся обмен: представители Форда исследовали условия работы тракторов на полях в Советского Союза, а советские инженеры прошли стажировку на заводах в Детройте. Однако когда Форд попытался ужесточить условия поставок, советская сторона сократила закупки, а после перевода Фордом производства тракторов в Ирландию они сошли на нет.
На рубеже 1930-х годов проявился недостаток ФП, обусловленный спецификой той ниши рынка, на которую был ориентирован его американский прототип. Оригинальный трактор Форда был рассчитан на небольшие частные фермы, в которых он использовался не более 500–600 часов в год. Такая нагрузка не соответствовала масштабам крупных коллективных хозяйств, создававшихся в процессе коллективизации, которая развернулась в СССР после 1928 года. К поломкам и авариям приводило не только превышение проектной нагрузки, но и конструктивные недостатки исходной модели Форда.
Хотя американские конструкторы и пытались списать травмы и увечья трактористов на их неопытность (любой трактор может быть опасен при неправильном обращении с ним), Форд в конце концов проиграл советский рынок тракторов конструкциям International Harvester — так же, как проиграл им внутренний американский рынок. Это не помешало СССР подписать в 1929 году с Фордом договор на строительство Горьковского автомобильного завода.